# 1990
- Wikisource

| Calendário gregoriano                                                        | 1990 MCMXC                          |
| Ab urbe condita                                                              | 2743                                |
| Calendário arménio                                                           | 1440 – 1441                         |
| Calendário bahá'í                                                            | 146 – 147                           |
| Calendário budista                                                           | 2534                                |
| Calendário chinês                                                            | 4686 – 4687 Início a 27 de janeiro  |
| Calendário copta                                                             | 1706 – 1707                         |
| Calendário etíope                                                            | 1982 – 1983                         |
| Calendários hindus - Vikram Samvat - Calendário nacional indiano - Cáli Iuga | 2045 – 2046 1911 – 1912 5090 – 5091 |
| Calendário Holoceno                                                          | 11990                               |
| Calendário islâmico                                                          | 1411 – 1412                         |
| Calendário judaico                                                           | 5750 – 5751 Início a 20 de setembro |
| Calendário persa                                                             | 1368 – 1369 Início a 21 de março    |
| Calendário rúnico                                                            | 2240                                |
| Calendário solar tailandês                                                   | 2533                                |

1990 (MCMXC, na numeração romana) foi um ano comum do século XX que começou numa segunda-feira, segundo o calendário gregoriano. A sua letra dominical foi G. A terça-feira de Carnaval ocorreu a 27 de fevereiro e o domingo de Páscoa a 15 de abril. Segundo o horóscopo chinês, foi o ano do Cavalo, começando a 27 de janeiro.

| Evento                                                   | Data            | Hora  |
| -------------------------------------------------------- | --------------- | ----- |
| Aquário                                                  | 20 de janeiro   | 08:02 |
| Peixes                                                   | 18 de fevereiro | 22:15 |
| primavera no hemisfério norte e outono no hemisfério sul |                 |       |
| Carneiro/equinócio                                       | 20 de março     | 21:20 |
| Touro                                                    | 20 de abril     | 08:27 |
| Gémeos                                                   | 21 de maio      | 07:38 |
| verão no hemisfério norte e inverno no hemisfério Sul    |                 |       |
| Caranguejo/solstício                                     | 21 de junho     | 15:33 |
| Leão                                                     | 23 de julho     | 02:22 |
| Virgem                                                   | 23 de agosto    | 09:21 |
| Outono no Hemisfério Norte e Primavera no Hemisfério Sul |                 |       |
| Balança/equinócio                                        | 23 de setembro  | 06:56 |
| Escorpião                                                | 23 de outubro   | 16:14 |
| Sagitário                                                | 22 de novembro  | 13:47 |
| inverno no hemisfério norte e verão no hemisfério sul    |                 |       |
| Capricórnio/solstício                                    | 22 de dezembro  | 03:07 |

| UTC: Portugal Continental, Madeira, Guiné-Bissau e São Tomé e Príncipe Subtrair (-): 1 h nos Açores e Cabo Verde 2 h nas Ilhas oceânicas brasileiras 3 h em Brasília, em Goiás, na Amazônia Oriental Brasileira e no nordeste, sudeste e sul brasileiros 4 h na Amazônia Ocidental Brasileira, Mato Grosso e Mato Grosso do Sul 5 h no Acre e sudoeste do Amazonas Adicionar (+): 1 h em Angola e Guiné Equatorial 2 h em Moçambique 8 h em Macau 9 h em Timor-Leste. |
| Adicionar uma hora durante a vigência do horário de verão: Portugal Continental : De 25 de março a 30 de setembro de 1990 |

| Ano completo                         |
| ------------------------------------ |
| Ano comum com início à segunda-feira |

Ano Internacional da Alfabetização, pela ONU.

## Eventos

### Janeiro
- 1 de janeiro - A Polônia se torna o primeiro país da Europa Oriental a começar a abolir sua economia socialista de estado. O país também se retira do Pacto de Varsóvia.

- 3 de janeiro - Invasão dos Estados Unidos no Panamá: O general Manuel Noriega é deposto como líder do Panamá e se rende às forças americanas.
- 15 de janeiro - A Assembleia Nacional da Bulgária vota para acabar com uma regra do Partido Comunista Búlgaro.
- 20 de janeiro - Guerra Fria: Tropas soviéticas ocupam Baku, RSS do Azerbaijão, sob o decreto de estado de emergência emitido pelo primeiro-ministro soviético Mikhail Gorbachev, e matam mais de 130 manifestantes que estavam protestando pela independência.

- 22 de janeiro
  - A Liga dos Comunistas da Iugoslávia decide renunciar ao seu poder absoluto.
  - Robert Tappan Morris é condenado por liberar o vírus "Morris".

- 25 de janeiro
  - Avianca Voo 52 cai em Cove Neck, Long Island, Nova York depois de uma má comunicação entre a tripulação do voo e funcionários do Aeroporto JFK, matando 73 pessoas a bordo.
  - A primeira-ministra do Paquistão Benazir Bhutto dá à luz uma menina, tornando-se a primeira líder moderna do governo a ter um filho enquanto está no poder.
  - O Papa João Paulo II inicia uma visita de oito dias a Cabo Verde, Guiné-Bissau, Mali, Burkina Faso e Chade.

- 27 de janeiro - A cidade de Tiraspol na RSS da Moldávia declara independência

### Fevereiro
- 2 de fevereiro - Na África do Sul, o presidente Frederik Willem de Klerk legaliza o Congresso Nacional Africano, o partido principal antiapartheid.
- 10 de fevereiro — Vai ao ar pela primeira vez a Rádio Educadora, em Frei Paulo, no estado de Sergipe, iniciando suas transmissões com foco em informação, cultura e música para a região.
- 11 de fevereiro - Nelson Mandela, líder do Congresso Nacional Africano, é libertado da prisão depois de 27 anos.

### Março
- 15 de março - Fernando Collor de Mello assume a Presidência da República no Brasil.
- 16 de março - O recém-eleito presidente do Brasil Fernando Collor de Mello por meio de sua ministra da fazenda Zélia Cardoso de Mello declara o confisco de todas as cadernetas de poupança do país com mais de 50 mil cruzeiros.
- 18 de março - Morre o humorista brasileiro Zacarias.[1]
- 21 de março - A Namíbia torna-se independente após 75 anos de governo sul-africano.
- 27 de março - Estréia da novela Pantanal, que foi o maior sucesso da Rede Manchete.

### Abril
- 24 de abril - O Telescópio Espacial Hubble é lançado.

### Maio
- 17 de maio - A homossexualidade foi retirada da Classificação Internacional de Doenças pela Organização Mundial da Saúde (OMS).
- 22 de maio - Data da reunificação do Iémen.

### Junho
- 8 de junho - Abertura da Copa do Mundo FIFA de 1990, sediada na Itália.

### Julho
- 1 de julho — Reunificação da Alemanha: a Alemanha Oriental aceita o marco alemão como sua moeda, unindo assim as economias da Alemanha Oriental e Ocidental.
- 8 de julho - A Alemanha Ocidental vence a Argentina na final da Copa do Mundo FIFA de 1990 e se torna tricampeã mundial.[2]
- 13 de julho - Criação do Estatuto da Criança e do Adolescente.

### Agosto
- 28 de agosto - O Kuwait é anexado ao Iraque como província.

### Outubro
- 3 de outubro - Ocorre a reunificação da Alemanha.
- 10 de outubro - O Olimpia é campeão da Copa Libertadores da América ao empatar com o Barcelona.[3]
- 21 de outubro - Ayrton Senna conquistou o bicampeonato mundial de Fórmula 1.[4]

### Novembro
- 7 de novembro - O Flamengo é campeão da Copa do Brasil ao empatar com o Goiás no Serra Dourada.[5]
- 21 de novembro - É lançado no Japão o videogame Super Nintendo.
- 25 de novembro - A primeira-ministra do Reino Unido, Margaret Thatcher anuncia renuncia o cargo.
- 28 de novembro - John Major assume o cargo de primeiro-ministro do Reino Unido, após a renúncia de Thatcher.

### Dezembro
- 9 de dezembro - O Milan vence o Olimpia por 3 x 0 e conquista a Copa Europeia/Sul-Americana de 1990.
- 16 de dezembro
  - O Acordo Ortográfico da Língua Portuguesa é um tratado internacional firmado com o objetivo de criar uma ortografia unificada para o português, a ser usada por todos os países de língua oficial portuguesa.
  - O Corinthians derrota o São Paulo e é pela primeira vez campeão brasileiro.
- 22 de dezembro - Lech Wałęsa é eleito presidente da Polônia.

## Nascimentos
- 14 de janeiro - Grant Gustin, ator, cantor e dançarino americano.
- 5 de fevereiro - Charlbi Dean, atriz sul-africana (m. 2022).
- 5 de março - Matt Rogers, comediante, ator, escritor, podcaster, apresentador de televisão e artista musical norte-americano.
- 27 de março - Kimbra,  cantora, compositora e instrumentista neozelandesa.
- 15 de abril - Emma Watson,  atriz, modelo e ativista britânica.
- 16 de maio - Thomas Brodie-Sangster, ator e músico britânico.
- 7 de junho - Iggy Azalea,  rapper, compositora e modelo australiana.
- 2 de julho - Margot Robbie, atriz e produtora australiana.
- 15 de agosto - Jennifer Lawrence, atriz norte-americana.
- 3 de setembro - Bianca Bin, atriz brasileira.
- 23 de outubro - Stan Walker, ator e cantor australiano.
- 6 de novembro - Bowen Yang, ator, comediante, podcaster e escritor americano.
- 21 de novembro - Lauren Kitchen, ciclista profissional australiana.
- 10 de dezembro - Bryony Page, ginasta britânica.

## Mortes
- 4 de janeiro - Alberto Lleras Camargo, Presidente da República da Colômbia de 1945 a 1946 e de 1958 a 1962 (n. 1906).
- 25 de janeiro - Ava Gardner, atriz norte-americana (n. 1922).
- 27 de janeiro - Helen Jerome Eddy, atriz americana (n. 1897).
- 23 de fevereiro – José Napoleón Duarte, presidente de El Salvador de 1984 a 1989 (n. 1925).
- 24 de fevereiro - Sandro Pertini, presidente de Itália de 1978 a 1985 (n. 1896).
- 18 de março - Zacarias, humorista brasileiro. (n. 1934).
- 8 de abril - Ryan White, ativista americano, inspirou o Ryan White Care Act (n. 1971).
- 16 de maio - Sammy Davis Jr., cantor, dançarino e ator estadunidense (n. 1925).
- 4 de junho - Jack Gilford, ator estadunidense (n. 1908).
- 7 de julho - Cazuza, cantor brasileiro (n. 1958).
- 8 de julho - José Figueres Ferrer, presidente da Costa Rica de 1948 a 1949, de 1953 a 1958 e de 1970 a 1974 (n. 1906).
- 18 de julho - Yun Bo-seon, presidente da Coreia do Sul de 1960 a 1962 e prefeito de Seul de 1948 a 1949 (n. 1897).
- 27 de agosto - Stevie Ray Vaughan, guitarrista, cantor e compositor de blues norte-americano. (n. 1954).
- 6 de setembro - Tom Fogerty, cantor, compositor e guitarrista (n. 1941).
- 20 de outubro - Joel McCrea, ator estadunidense (n. 1905).
- 23 de novembro - Roald Dahl, escritor britânico (n. 1916).
- 7 de dezembro - Joan Bennett, atriz norte-americana (n. 1910).
- 12 de dezembro - Giorgio Ghezzi, futebolista italiano (n. 1930).

## Prêmio Nobel
- Física - Jerome I. Friedman,[6] Henry W. Kendall,[6] Richard E. Taylor[6]
- Química - Elias James Corey[7]
- Medicina - Joseph E. Murray,[8] E. Donnall Thomas[8]
- Literatura - Octavio Paz[9]
- Paz - Mikhail Gorbachev[10]
- Economia - Harry M. Markowitz,[11] Merton H. Miller,[11] William F. Sharpe[11]

## Epacta e idade da Lua
| Epacta gregoriana | 5 (V)   |
| Idade da Lua      | Letra f |

## Por tema
- 1990 na arte
- 1990 no Brasil
- 1990 na ciência
- 1990 no cinema
- 1990 no desporto
- Divisões administrativas em 1990
- 1990 nos jogos eletrônicos
- 1990 no jornalismo
- 1990 na literatura
- 1990 na música
- 1990 na política
- 1990 na rádio
- 1990 no teatro
- 1990 na televisão